# Gaißach
Gaißach település Németországban, azon belül Bajorországban. Lakosainak száma 3141 fő (2023. december 31.).

## Népesség
A település népessége az elmúlt években az alábbi módon változott:
| Lakosok száma | 848  | 1925 | 2508 | 2570 | 3016 | 3061 | 3155 | 3177 | 3120 | 3141 |
|               | 1875 | 1950 | 1975 | 1987 | 2012 | 2014 | 2016 | 2017 | 2021 | 2023 |